# 三億日圓事件

三亿日元事件犯人模拟像

三億日圓事件（日语：三億円事件），或稱三亿日圓抢劫案（日语：三億円強奪事件），是1968年12月10日发生在日本東京都府中市的一次现金抢劫案，至今犯人尚未捕获。此案已经过了追訴期。犯人作案手法巧妙成为日本历史上最神秘的案件之一，被人们视为完美犯罪。去除通貨膨脹因素，也是日本迄今为止被盗金额最大的案件。

## 案件经过
1968年（昭和43年）12月6日日本信托银行（现在的三菱UFJ信托银行）国分寺支行经理收到一封恐吓信。信中要求银行派一名女职员在第二天（12月7日）下午5点前将300万日圓送到指定地点。否则就炸掉该经理的家。当天警方在犯人指定的地点布置了50名警员，然而犯人并没有出现。
不過緊接著4天后的（12月10日）早上9点30分左右，一辆日产Cedric运钞车装着2亿9430万7500日圓由日本信托银行国分寺支行（现在已经不存在）出发前往东京芝浦电气（现在的东芝）府中工厂。这些钱是4523名工人的年终奖金，被分别装在三个保险提箱中。当运钞车经过府中监狱后面府中市荣町学苑路的时候被一名骑摩托车的男“警察”拦下。运钞车司机打开车窗问发生了什么情况，男“警察”回答「你们银行巢鸭分行行长的家被人放了炸弹，刚接到通知你们这辆车也有问题，要检查一下」。运钞车上的人都知道4天前的恐吓信事件于是都下了车。男子钻进运钞车车底后引燃藏在身上的烟雾弹，大叫「要爆炸了，快逃啊」，然后驾驶运钞车在众目睽睽之下扬长而去。
正当银行职员们赞叹“警察”果敢举动的时候，突然发现“警察”留在现场的摩托车不大对劲，这才知道受骗上当了。
9点50分除了伊豆小笠原群岛以外东京都全域进入紧急状态追捕犯人。每年这天是年底特別警戒的头一天，因此警力都分散部署在市内各个重要场所，当初没有料到犯人会在途中换车，经过一整天的盘查没有发现犯人的踪迹。
这次被抢金额达3亿日圓（2亿9430万7500日圓）是当时抢劫犯罪涉案金额最高的一次。此后涉案金额也有超过3亿日圓，但是根据1968年的物价水平，那时候的3亿日圓相当于现在的（2010年）20到30亿日圓，所以从价值上来讲，很难有比这次盗窃金额更大的，而且其後，警方长达7年的追查，还花費了9亿日圓。
虽然俗称三亿日圓抢劫案，但是在日本刑法中，这次事件，属于盗窃而不是抢劫。
1975年（昭和50年）12月10日，超过刑事诉讼追訴期7年。1988年（昭和63年）12月10日，超过民事诉讼时效年限20年。成为日本犯罪史上的一桩无头公案，於是被認為是完美犯罪。

## 多磨农协恐吓案
三亿日元抢劫案发生前，1968年4月25日到1968年8月22日为止多磨农协（府中也在多摩地区）共计9次收到恐吓如不交钱就会被纵火和放炸弹。从恐吓信的口吻语气特点来看多磨农协恐吓案和三亿日元抢劫案是同一个犯人。
6月25日的恐吓信中有「横须贺那桩事是卑怯的行为（よこすかせんはひきょうもん）」。「横须贺那桩事（よこすかせん）」是指恐吓信发出9天前6月16日发生的横须贺线列车爆炸案。

## 现场遗留品
犯人在现场留下作案工具等遗留品共计120件，因此开始警方对于破案十分乐观。然而随着时间推移发现这些遗留品要么是被盗物品，要么是大量生产和贩卖的物品，对破案的进展產生不了任何作用。

### 第一现场
府中市荣町府中刑务所北面。三亿日元就是在这里被抢。
雅马哈运动型350R1
假冒的警用摩托車。于1968年11月19日至20日间被盗。当时警用摩托車都是本田产，不存在雅马哈的警用摩托車。車身原本是蓝色。从被盗到发现为止騎了428公里。把手和车鞍部有涂错油漆后用汽油擦拭过的痕迹。
鸭舌帽
大阪市东成区的中央帽子制造。在现场发现的外套里有一顶鸭舌帽，被认为是犯人的物品。本来根据分析帽子上的汗液可以查明犯人的血型，可是由于开始过于乐观，警察争相戴着取乐造成无法提取物证。这种鸭舌帽在立川市的帽子店一共被卖掉54个，追查到其中36个帽子的买主，还有18个找不到下落。
扩音喇叭
兵库县宝塚市的东亚特殊电机制造。假摩托車上挂了一个扩音喇叭来冒充警察用的扩音机。根据编号查明同批产品共5个，其中4个下落确定，最后1个在东村山市的施工现场被盗。
饼干盒
假摩托車上还放了个饼干盒用来冒充文件盒。其实警察用文件盒在普通的摩托车店也有出售，可是罪犯选用了和真文件盒相差颇大的饼干盒用来冒充。结合前面提到的摩托涂装错误而导致擦拭痕迹来看犯人对警用摩托車不是很熟悉。饼干盒是明治商事生产，产量为3万个，因此无法查找来源。有人据此推测犯人喜欢吃甜食，但也有可能只是垃圾堆中找出的。
烟雾弹
烟雾弹是横滨市保土谷区的日本Carlit保土谷工厂制造的「Hi-flare 5（ハイフレイヤー5）」，在加油站都有卖，案件发生为止共卖掉4190个。用来包裹烟雾弹的纸是NHK《电波科学》杂志昭和43年7月号附录的电视机电路图。
磁铁
用来把烟雾弹固定在现金运送车上的2块从柜门磁铁上拆下来的磁铁。烟雾弹周围绕上了铜线，由于铜线没有什么磁性结果烟雾弹掉在地上。磁铁由大平制作所共生产了43240个。
报纸
扩音喇叭被涂了2层白漆。搜查中毫无进展的某天突然发现粘在扩音喇叭上4mm大小的报纸碎片。经调查是1968年12月6日产经新闻晨刊主妇专栏「食品信息」标题「品」字的右下方一部分。纸张是爱媛县伊予三岛市大王制纸工厂生产。
这份报纸有13,485户订阅，分归12个发送点。花了2年时间终于找到了特定发送点，然而订阅纪录已经销毁线索中断。

### 第二现场
运钞车被遗弃在国分寺市西元町武藏国分寺迹的橡树林中。案件发生前有人看到一辆深藍色卡罗拉停在这里，因此判断犯人拿走运钞车中的保险箱后换乘深藍色卡罗拉逃跑。

### 第三现场
府中市荣町明星学苑高中附近的空地。犯人在犯罪前用雨衣把假摩托藏在这里。
雨衣
深藍色的雨衣。盖在假摩托上后，直接被扔在地上。
案发第2天被公开，生产这种雨衣的公司1958年倒闭，雨衣是10年前生产。
雨衣袖口内侧有熨斗熨过的痕迹。领子上有洗衣店的标记的痕迹。
第1辆卡罗拉
绿色的丰田卡罗拉（车牌：多摩5 め 38-63）。11月30日至12月1日被盗。被发现时车门还是半开着，雨刷还没有关，车窗还只关了一半。

### 第四现场
小金井市本町团地停车场。案件发生4个月后，犯人在第二现场换乘的深藍色卡罗拉在这里被发现。现场还找到了空的保险箱。犯人可能在这里把现金从保险箱中拿走，但是团地停车场人多眼杂也可能是在别的地方把钱取出后将车和保险箱丢弃在此。这里还发现了其他一些被盗车辆。
第2辆卡罗拉
犯人抢走运钞车后换乘的深藍色卡罗拉，戏称为「多摩五郎」（车牌：多摩5 ろ 35-19）。案件发生前被人在第二现场目击。警方在案件发生后一直在寻找这辆车。车被盖着车衣所以一直到4个月后才被发现。空保险箱被扔在车里，根据航空自卫队的航空照片深藍色卡罗拉在案件发生第2天就一直停在那里。
保险箱上的泥土
对保险箱上的泥土所作精密分析表明，这些泥土来自距现场4公里的国分寺市恋窪杂木林，农林省林业试验场的鉴定认为这些泥土和第二现场土壌接近。因此推断犯人在恋窪附近有藏身之处，但是大规模搜查之后还是一无所获。
本田摩托DREAM
1968年11月9日被盗。这种车型是警用摩托的车型，所以判断犯人当初想改装这辆车。被盗后只有开了60公里，车主说这辆车有跳火的问题。估计犯人因此而放弃改造。
其他3辆被盗车
第2辆卡罗拉以外还停放着其他3辆被盗车分别都是不同型号的日产天际线。车都盖着车衣因此很难被发现。1971年（昭和46年）警察委托工科学者额田严鉴定，发现车衣打结方法不同。因此得出是集团犯罪的结论。
赌博用品
其中一辆被盗车（Prince SkyLine 2000GT）中发现两本赛马杂志和体育报，府中东京竞马场附近咖啡店的火柴，平和岛赛艇的广告。这些都不是原来车主的东西。由此可见犯人喜欢赛马和赛艇。
女人的耳环
被盗车（Prince SkyLine 1500）中发现女人的耳环。这也不是车主的东西，所以怀疑犯罪人员中有女人或者同性恋者。

### 恐吓信
送到银行的恐吓信上的邮票是用唾液粘上去的，鉴定结果犯人是B型血型。恐吓信里面的字用杂志上的字拼凑，这份杂志后来被用来包烟雾弹。
多磨农协的恐吓信與日本信托银行的恐吓信，语气上有如下相似点。
- 使用「（漢字為，意思是司机）」「（现在是一生一次的机会）」，日语一般不使用，而使用。
- 喜欢在词句之间加上空格。
- 强调之处使用点线记号（「●―●―●」）。
- 使用「俺たち」（我们），说明罪犯可能不是一个人。
- 使用电信公司相关人员用语「（电线杆子）」，而日语一般使用。
- 都提到多磨农协某职员的车牌。

### 2本杂志
恐吓信和包烟雾弹的两本杂志是《电波科学》和《近代映画》起先警察从这两种杂志的阅读对象着手。电波科学的内容是电视机装配和电器改造，非常專業；而近代映画主要是文艺内容，屬於文青雜誌，同时喜欢阅读这两种杂志的很难查找。恐吓信上的字是从线路图上抠下，线路图是装配电视最重要的部分，因此判断罪犯并不喜欢电子技术。最后得出结论犯人为了扰乱搜查，有意买了两本风马牛不相及的杂志，因為是剪貼，也導致用詞異於一般人使用的詞彙。

## 目击者证言
案件发生后有人提供了如下目击报告。
- 11月下旬早上8点左右有人看到府中市市道这辆被盗的蓝色摩托。
- 12月1日深夜有人发现被盗的摩托車停在京王线高幡不動站附近反向车道。
- 12月9日晚上8点40分有人在府中市某十字路口看到这辆摩托，这时候已经被涂成白色。
- 案件发生30分钟前9点左右有4个目击者看到距离日本信托银行国分寺支店50公尺的地方有个身高165-170公分，30岁穿雨衣的人在张望。
- 案件发生10分钟前9点20分有主妇在第3现场目击到该摩托。
- 第一现场4名银行职员和府中刑务所人员以及航空自卫队员的证词有出入。
- 第二现场附近有一名妇女被运钞车激起的泥水溅到。
- 国分寺市的一对园丁父子的车差点被红色卡罗拉撞到，随后红色卡罗拉飞速往国分寺街道方向开走。这对园丁父子看到驾车的是一个无帽穿黑色外套长髮男子，没有看到保险箱。
- 最后的目击是在杉並區的哨卡，有辆轻型车载着银色提箱突破哨卡[6]。

## 搜查活动

### 模拟像
12月21日警方公布罪犯的模拟像。模拟像是根据嫌疑人（后述的少年S）的照片制作，而不是根据当事人的描述制作。当事的4名银行职员此时已经见过少年S的容貌，所以很可能有先入为主想当然的可能。
结果1971年调整了方针认为即使不像模拟像也可能是犯人。1974年正式废除了这张模拟像。然后报章书籍仍然不断引用这张模拟像。
嫌疑人名单裡共有11万人，协助调查的警员更达到破纪录的17万人。可是罪犯仍旧没有被抓到。

### 地毯式搜查
现场附近的三多摩地区是学生集聚地区，警方实施逐家访问。当时在东京都立府中高等学校上学的高田纯次和布施明也在11万嫌疑人当中。两人都和案件没有关联。

### 其他搜查
对现场遗留物品进行指纹取样，由于指纹太多，而核对指纹的警员只有3名，最后没有取得成果。
警察公布了被盗款2000张500日元钞票的号码。可是这些钞票没有发现在市面上流通。

## 被害和影响
日本的保險公司對銀行作了賠償，其他的保險公司作了聯保。府中工廠的工人也在犯罪發生後的第二天就領到年終獎。此後日本企業意識到使用現金發放工資獎金是很危險的，所以將工資獎金發放改為銀行劃賬。銀行方面也加強了現金運送的安全措施，增加了保安人員。

## 嫌疑人
犯人到底是单独还是团伙行动到现在还是个谜。调查中重点有下面的嫌疑人。

### 立川组的少年
立川组是当时立川市的少年窃车团伙（立川市在府中市西面）。

#### 少年S
立川组的小头目。当时19岁。
被怀疑理由
1. 偷车的方法和被盗车上的痕迹吻合。
2. 熟悉当地地形，懂駕駛汽车和摩托车。
3. 和1968年3月在立川市一家超市用烟雾弹抢劫的犯人关系很好[7]。
4. 其父正是骑摩托的警察，因此有警用摩托的知识。
5. 除了家人的证词以外无法提供不在场证明。
6. 事发前说过要抢劫东芝或日立的运钞车。

但是，也有不符合的地方，如果是单独犯罪少年S就被排除。
1. 血型是A，恐吓信贴邮票的血型是B。
2. 和恐吓信上的笔迹不同。
3. 多磨农协恐吓案中恐吓信是8月25日寄出，这天他在少教所。

少年S案发5天后（1968年12月15日）在家中服用父亲买来的氰化钾自杀。熟悉他的人都不认为他会自杀。包氰化钾的报纸上，只有S本人和他父亲的指纹。
自杀后第二天，警察将当事的4个银行职员带到S家裡辨别面容。4人全部说S长得很像嫌疑人。据此1968年12月21日警方以S的照片为蓝本公布了模拟像。但是最后警方排除了S作案的可能。

#### 少年Z
立川组成员。当时18岁。
怀疑理由，1，2，3和少年S相同。案发后变得很阔绰。买了新车开了公司。然而Z的血型是AB，笔迹也和恐吓信上的不一样。
1975年警察在刑事诉讼时效前逮捕了Z，但是由于证据不足在刑事诉讼时效前被释放。

### 跨性別者（男跨女）K
少年S的朋友，不是立川组成员。当时30岁左右。
除了S的亲人是事发当天唯一对S作证的人。根据K的证词，S事发2～3天前到事发当日一直和K在新宿的公寓过夜，事发当天早上8点离开。离开时间是根据天亮的程度并没有看錶，外面下着雨，忘记了有没有把雨伞或者雨衣借给他。K还说认识S是案件发生的20天前，然而家里却摆着夏天和S一起旅行拍的照片。
案件发生一年之后，K移居国外，并在当地开了商场。再次回到日本后买了数栋公寓，案件七年后买了豪宅。
如果K是罪犯集團一员的话，S在少教所时寄出的恐吓信，现场附近目击到的30岁男子，被盗车中留下的耳环就有了合理解释。
雖然確實看起來跟S一起涉有重嫌，但是经过调查警方也排除了K的作案嫌疑。据K自己说在国外发达是因为找到了有钱的靠山。

### 府中市的司机K
当時25岁。熟悉当地环境，血型也是B型，会打字，从他写给朋友的信中发现與威胁信相似的口吻，但是笔迹不同。因为长相和模拟像酷似，所以从嫌疑人名单12,301位脱颖而出。
案件发生1年后的1969年12月12日，毎日新闻记者对警方的采访中，警方透露了K，但是强调笔迹不同。但是各家媒体迅速作了报道。警方怕嫌疑人逃跑，不得不马上逮捕K，但最後由于毫无证据於第二天便被释放。但K因此受到打擊，不但失去了工作，也一直受到歧视而不断调换工作，2008年9月自杀。

### 日野市三兄弟
在日野市经营电器公司。当时分别是31岁，29岁，26岁。家里有个大车库能够改装摩托车。在不良组织中的老二熟悉摩托车。做过招牌能够喷漆，事发前买了装有烟雾弹的新车。兄弟中事发前也有人戴过鸭舌帽。而且三人正好能團體行動，但是车上的烟雾弹和鸭舌帽和犯罪现场找到的不同。警察搜查了三兄弟的家证明和案件没有瓜葛。

### 房地产公司职员
男性，当时32岁。事发前缺钱，事发后手头宽裕。有在东芝府中上班的经历，姐姐在东芝府中工作了12年。本人很会开车，长得又很像模拟像中的人。但是事发当天从杉並区前往横浜途中。钱多也是因为在房地产买卖中赚了1600万日元。最后也被排除。

### 公司职员P
三亿日元案件发生前的1955年也运用类似的手法抢劫千代田区一家银行的运钞车后被捕。P出狱曾经说过花一年时间干一桩大事情，三亿日元案件后他也买进了土地和进口车。经过调查钱也是通过房地产经营的合法收入。P移民夏威夷后病死。

## 自称犯人的人
追訴期過后一些人自称这次抢劫案是自己所为。经过甄别这些人都不是真正的罪犯，目的有的是为了出名，有的是为了卖书，还有的为了诈骗。
犯人在使用烟雾弹的时候发生了故障，结果犯人用特殊的方式才使烟雾弹发烟，还有保险箱中除了现金和奖金袋之外还放了其他东西。使用何种方式使烟雾弹发烟和保险箱中所放的其他东西只有真的犯人才知道。

## 和案件关联的作品

### 小说
- 『三亿日元案件』 佐野洋（讲谈社 1970年） ISBN 4061833847
- 『名探也不可怕』 西村京太郎（讲谈社 1971年）
- 『现在我是浪人』 远藤周作（讲谈社 1972年）ISBN 4061312456
- 『时効成立―全完结』 清水一行（角川书店 1979年） ISBN 404146305X
- 『白摩托和红蔷薇』大下英治（『现代虚人列传』 现代之眼编辑部编 现代评论社 1979年）
- 『水の肌』 松本 清張（新潮社 1982年）ISBN 4101109486
- 『父与子之炎』 小林久三（角川文库 1985年）ISBN 4041438187
- 『死者啊，静静地躺着吧』 新都达也（三交社 1987年）ISBN 4879198021
- 『三亿日元的乡愁』 清水义范（ソノラマ文库NEXT 1999年）
- 『真犯人-「三亿日元案件」31年后的真实』 风间薰（德间书店 1999年）ISBN 4198609764
- 『三亿日元案件～20世纪最后之谜』 一桥文哉（新潮社 1999年） 新潮文库版 ISBN 4101426228
- 『案件「三亿日元」』 竹野众星（文艺社 2001年）ISBN 4835521056
- 『トップランド1980 绅士エピソード1』 清涼院流水（幻冬舎 2002年）ISBN 4344402235
- 『初恋』 中原みすず（リトル・モア 2002年）ISBN 4898150640
- 『ルパンの消息』 横山秀夫（光文社 2005年）ISBN 4334076106

### 电影
- 『实录3亿日元案件 时効成立』（东映，1975年）
  - 原作：清水一行，导演：石井辉男，脚本：小野龙之助，石井辉雄，主演：冈田裕介，小川真由美
- 『ピエタ』（1997年、日活） 監督：北川篤也、脚本：高橋洋・主演：大沢樹生、諸江みなこ、松原智恵子  ※VHSとしてリリースされた際のタイトルは「大強奪 ピエタ」
- 『三億圓懸案之初戀』（GAGA株式会社、2006年） - 原作：中原みすず、監督：塙幸成（日语：塙幸成）、脚本：塙幸成・市川はるみ・鴨川哲郎、主演：宮崎葵、小出惠介
- 『失去爬升  -閃光-（日语：ロストクライム -閃光-）』（角川映画、2010年） - 原作：永瀬隼介（日语：永瀬隼介）「閃光」、監督：伊藤俊也（日语：伊藤俊也）、脚本：長坂秀佳（日语：長坂秀佳）・伊藤俊也・主演：渡邊大（日语：渡辺大）、奥田瑛二、主題歌 DEEP『milestone』

### 电视剧
- 『恶魔般的他』（TBS、1975年）原作：阿久悠，上村一夫，脚本：长谷川和彦，主演：泽田研二
- 『新说三亿日元案件』（富士电视台，1991年）原作：大下英治，脚本：岩间芳树，主演：织田裕二
- 『金田一少年事件簿』EP7.8 （日本电视台，1995年），主演：堂本剛
- 『三亿日元事件～20世纪最后之谜～』（富士电视台，2000年）原作：一桥文哉，脚本：矢岛正雄，主演：北野武
- 『时空警察2』（日本电视台，2002年）脚本：大森寿美男，主演：阵内孝则
- 『ルパンの消息』（WOWOW，2008年）原作：横山秀夫，脚本：水谷俊之和田边满，主演：上川隆也
- 星期六剧场『完全犯罪神秘特别计划 新证言!三亿日元案件 第40年追查谜底!』（富士电视台，2008年）企画：立松嗣章，脚本：田边满，主演：中村梅雀，山本耕史
- 『黑河內』（TBS、2013年）原作：リチャード・ウー、コウノコウジ、脚本：いずみ吉紘、主演：長瀬智也、剛力彩芽
- 『都市怪談之女(第二季)』（朝日電視台、2013年）第4集「三億圓事件傳說 意外的真正元兇!」，主演：長澤雅美
- 『三億日元搶劫案 (2014年電視特別劇)（日语：小説 3億円事件#テレビドラマ）』（朝日電視台，2014年）原作：松本清張，腳本：竹山洋，主演：田村正和、余貴美子、段田安則（日语：段田安則）、手越祐也
- 『montage 三亿日元事件奇谭』(富士电视台，2016年)导演：水田成英，主演：福士苍汰、芳根京子、室毅、唐泽寿明、野村周平、西田敏行

### 音乐
- 『府中捕物控』 ALFIE（现在THE ALFEE）- 唱片公司最后没有发售。作曲者山本正之将歌词改编后发售。ALFIE很少有停止发售的事情。1994年夏在现场演出中披露，1999年1月22日上了电视。
- 『三亿日元案件之歌』 高田渡
- 『头脑警察1』 头脑警察 - 封套使用犯人的模拟像。由于歌词过于刺激，被禁止销售。
- 『时効』，般若 - 收录在『内部告发』中，封套是般若和犯人模拟像的合成。

### 创作
- 漫画
  - 『ズッコケ三人组对怪盗X』 那须正干（ポプラ社 1992年）
  - 『蝾螺小姐』 长谷川町子
  - 『惡魔一樣的他』 原作：阿久悠，漫画：上村一夫（講談社 1975年）
  - 『乌龙派出所』 秋本治 - 第12巻「ボーナスはまだか!?の巻」（1978年）。第7巻「ポラロイド!?の巻」（1978年）。
  - 『1・2のアッホ!!』コンタロウ -第1巻「よみがえる日の巻」
  - 『サイボーグ009对三亿日元犯人』
  - 『スケバン刑事』
  - 『ALWAYS 三丁目的夕阳』 西岸良平 - 第7巻「时効」
  - 『金田一少年之事件簿』 原作：金成阳三郎，漫画：さとうふみや - 「FILE 12 蜡人形城殺人事件(動畫：第7話「蠟人形城殺人事件」ファイル1~第9話「蠟人形城殺人事件」ファイル3)」
  - 『青年黑傑克』原作：手塚治虫 ，脚本：田畑由秋，作画：大熊由護
  - 『アンラッキーヤングメン』 脚本：大塚英志，作画：藤原カムイ
  - 『東京案件』 大塚英志，菅野博士
  - 『三億元事件奇譚』 渡邊潤
- 电影
  - 『クレージー的大爆发』（东宝 1969年）
    - 監督：古澤憲吾、脚本：田波靖男

  - 『喜剧 三亿日元大作战』（东宝 1971年）
    - 原作：箕島忠平，导演：石田胜心，脚本：ジェームス三木，长坂秀佳，主演：田宫二郎

  - 『みんな～やってるか!』（オフィス北野 1995年）
    - 导演：北野武，主演：ダンカン

  - 『初恋』（ギャガ・コミュニケーションズ，2006年）
    - 原作：中原みすず，导演：塙幸成，脚本：塙幸成，主演：宮崎葵

  - 『名偵探柯南 偵探們的鎮魂歌』（探偵たちの鎮魂歌（レクイエム），2006年）[原創研究？]
    - 原作：青山剛昌，导演：山本泰一郎
- 电视剧
  - 『时効警察』（朝日电视台，2006年） - 第7集「大家想想主妇赤脚的理由!」
  - 『水10!』- 这是谁的孩子（富士电视台，2006年）

## 相关文献
- 『大捜査三亿日元案件』（读卖新闻社会部编 1975年）
- 『三亿日元抢劫案～七年追星的调查记录』 平塚八兵卫 劲文社エコーブックス 1975年 0295-505804-1839
- 『三亿日元案件 明星就是这帮家伙！』平塚八兵卫 みんと社 1975年
- 『战后史开封』（产经新闻战后开封取材班编 1994年，扶桑文库）ISBN 459402694X
- 『三亿日元案件之謎』 三好徹 文艺春秋 ISBN 4167121042
- 『三亿日元案件』 松平健史 木实书房
- 『三亿日元案件』 一桥文哉 新潮社 ISBN 4101426228
- 『你是犯人！―三亿日元抢劫案 告发』 有川正志 共荣书房 ISBN 476340122X
- 『我是真犯人―府中 三亿日元案件』 猫屋犬平 日本图书刊行会 ISBN 4773320443
- 『三亿日元案件放在现在的话…』 平冈浩一 文艺社 ISBN 4835525698
- 『刑事一代 平塚八兵卫的昭和案件史』佐佐木嘉信 产经新闻 新潮社 2004年 ISBN 4101151717
- 『雨之追忆～图说三亿日元事件』 むらきけい 文艺社 2005年 ISBN 4286004619
- 『三亿日元案件和信鸽 1968～69』 吉田和明 社会评论社 2006年 ISBN 4784509356
- 『三亿日元案件的真犯人』 殿冈骏星 胜时书房 星云社 2008年 ISBN 9784434121838
- 『別册宝岛 20世紀最大之谜 3亿日元案件 「真犯人」和追踪者们的40年』 2008年 宝岛社 ISBN 9784796665407